# Y, Somme
Y (phát âm [i]) là một xã ở tỉnh Somme, vùng Hauts-de-France, Pháp.

## Địa lý

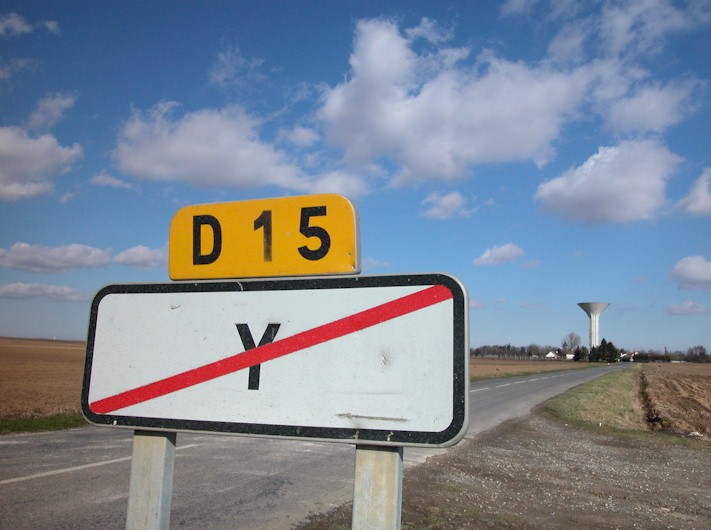
Biển báo xã Y

Thị trấn này có cự ly khoảng 32 dặm Anh (50 km) về phía đông của Amiens, tại giao lộ của các đường D15 và D615, phía viễn đông của tỉnh. 

## Dân số
| 1962                                                  | 1968 | 1975 | 1982 | 1990 | 1999 |
| ----------------------------------------------------- | ---- | ---- | ---- | ---- | ---- |
| 109                                                   | 116  | 86   | 90   | 82   | 89   |
| Số liệu dân số từ năm 1962, dân số không tính hai lần |      |      |      |      |      |